# ODEG VT 650
De VT 650 ook wel Regio-Shuttle genoemd is een diesel treinstel, een zogenaamde lichtgewichttrein met lagevloerdeel voor het regionaal personenvervoer van de Ostdeutsche Eisenbahn GmbH (ODEG).

## Geschiedenis
Oorspronkelijk werd de Regio-Shuttle door ADtranz gebouwd. Toen Bombardier ADtranz overnam, mocht Bombardier de Regio-Shuttle om kartelrechterlijke redenen niet meer bouwen. De licentie kwam toen in handen van Stadler Rail. Bombardier bouwt nu de ITINO, een treinstel dat gebaseerd is op de Regio-Shuttle. Stadler Rail ontwikkelde de trein verder als Regio-Shuttle RS 1.
De Ostdeutsche Eisenbahn GmbH (ODEG) is in juni 2002 opgericht door Prignitzer Eisenbahn GmbH (PEG) en door BeNEX. De ODEG verzorgt het regionaal personenvervoer in de regio Berlin/Brandenburg en twee spoorlijnen in de regio Mecklenburg-Vorpommern en sinds december 2008 vier spoorlijnen in de Lausitz.
Na langdurige onderhandelingen werd eind december 2009 een contract getekend voor de levering van voertuigen voor het „Netz Stadtbahn“ tussen BeNEX, Arriva Deutschland GmbH, tegenwoordig bekend als Netinera en Stadler Pankow. Deze order wordt begroot op ca. 146 miljoen euro.
Eind december 2009 werd bij Stadler Rail een treinstel besteld om in december 2011 in gebruik te worden gesteld.

## Constructie en techniek
Het treinstel is opgebouwd uit een stalen frame met een frontdeel van GVK. Het treinstel heeft een lagevloerdeel. Deze treinstellen kunnen tot drie stuks gecombineerd rijden. De treinen zijn uitgerust met luchtvering.

## Treindiensten

### Mecklenburg-Vorpommern
De treinen werden in Mecklenburg-Vorpommern door Ostdeutsche Eisenbahn GmbH (ODEG) tussen december 2002 en december 2010 ingezet op de volgende trajecten.
- R 3 - 172: Hagenow Land - Parchim - Neustrelitz
- R 6 - 173: Neustrelitz - Mirow

### Berlin/Brandenburg
De treinen werden in Berlin/Brandenburg door Ostdeutsche Eisenbahn GmbH (ODEG) tussen december 2004 en december 2014 ingezet op de volgende trajecten.
- OE 25 - 209.25: Berlin-Lichtenberg - Werneuchen
- OE 36 - 209.36: Berlin-Schöneweide - Beeskow - Frankfurt (Oder)
- OE 60 - 209.60: Berlin-Lichtenberg - Eberswalde - Frankfurt (Oder)
- OE 63 - 209.60: Eberswalde - Joachimsthal

De treinen werden door Ostdeutsche Eisenbahn GmbH (ODEG) tussen december 2007 en december 2009 en vanaf december 2011 door een nieuw motorrijtuig ingezet op het volgende traject.
- OE 35 - 209.35: Fürstenwalde (Spree) - Bad Saarow-Pieskow

## Foto's

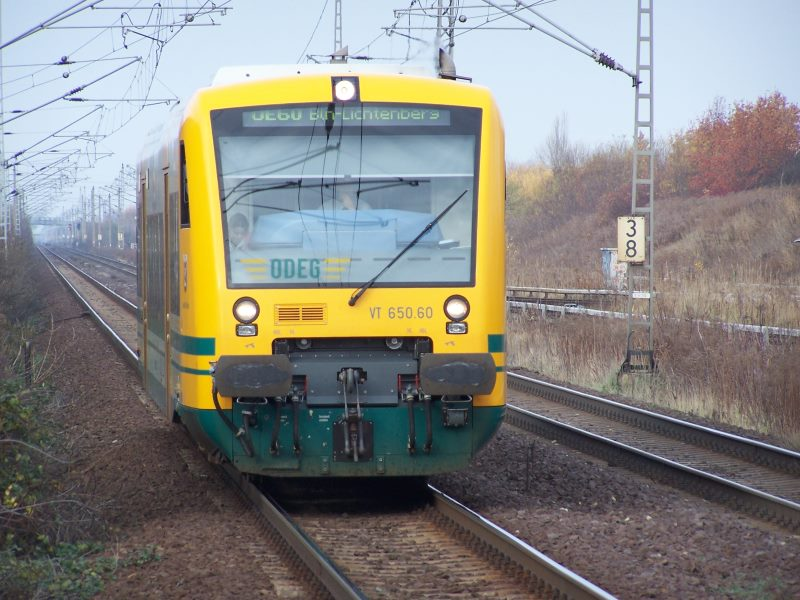